# Los Angeles Angels
I Los Angeles Angels, noti come Anaheim Angels fino al 2005, sono una franchigia di baseball della Major League Baseball con sede nella città di Anaheim (area metropolitana di Los Angeles) nello stato della California; sono membri della Western Division dell'American League e disputano le proprie partite casalinghe all'Angel Stadium, impianto da 45.517 posti a sedere.
Il nome "Angels" fu assegnato dall'attore Gene Autry come tributo ai Los Angeles Angels, una franchigia della Pacific Coast League della Minor League Baseball che giocò tra il 1903 e il 1957.
Gli Angels vinsero le World Series nel 2002, alla prima ed unica occasione in cui vi si qualificarono; la squadra può vantare più di trenta stagioni consecutive in cui ha attirato complessivamente almeno due milioni di spettatori nel proprio stadio.

## Storia
Gli Angels furono una delle prime due squadre di espansione (assieme alla seconda incarnazione dei Washington Senators, ora Texas Rangers) nella Major League Baseball. Il fondatore della squadra, l'artista Gene Autry, la possedette per i primi 36 anni. Durante la sua permanenza, la squadra raggiunse per tre volte i playoff, senza mai raggiungere le World Series. Il club cambiò diverse volte denominazione durante la sua storia: il 2 settembre divenne California Angels quando mancava un mese al termine della stagione, in occasione del trasferimento all'appena costruito Anaheim Stadium ad Anaheim all'inizio della stagione 1965. Quando la Walt Disney Company prese il controllo della squadra nel 1997, rinnovò completamente l'Anaheim Stadium, rinominandolo "Edison International Field of Anaheim". La città di Città di Anaheim contribuì con 30 milioni di dollari al rinnovamento da 118 milioni complessivi, negoziando nel contratto che sia lo stadio che la squadra avrebbero dovuto contenere il nome "Anaheim". La squadra divenne così Anaheim Angels e divenne una sussidiaria di Disney Sports, Inc. (in seguito chiamata Anaheim Sports, Inc.). Sotto la proprietà della Disney e la leadership del manager Mike Scioscia, gli Angels conquistarono le loro prime World Series nel 2002.
Nel 2005, il nuovo proprietario Arturo Moreno aggiunse il nome "Los Angeles" per riflettere meglio la storia della squadra e per essere più appetibile ai tifosi di Los Angeles come nel passato. Aggiunse che Los Angeles è il secondo mercato degli Stati Uniti e che tale aggiunta sarebbe stata di grande beneficio per la squadra. Il nome divenne quindi Los Angeles Angels of Anaheim, molto discusso inizialmente ma che venne approvato dopo una battaglia legale nel 2009. La squadra in genere si riferisce a se stessa come Angels o Angels Baseball nel suo mercato domestico, con le diciture "Los Angeles" e "LAA" che non appaiono nello stadio, sulle uniformi o sul merchandising ufficiale. I media del sud della California tendono ad omettere l'identificazione geografica e a riferirsi alla squadra come the Angels o the Halos. L'Associated Press, il maggiore servizio di notizie degli Stati Uniti, si riferisce alla squadra come the Los Angeles Angels, the Angels o Los Angeles. La squadra si riferisce a se stessa come "Los Angeles Angels" nei suoi account sui social media, inclusi Twitter, Facebook e Instagram. Nel 2013, la squadra ha ufficialmente eliminato "of Anaheim" dal suo nome, come parte del nuovo accordo per l'utilizzo dell'Angel Stadium negoziato con la città di Anaheim. L'accordo non è mai stato finalizzato anche se, al 2017, la maggior parte delle fonti ufficiali omettono il suffisso "of Anaheim" e la guida ufficiale della MLB si riferisce al club solamente come Los Angeles Angels a partire dalla stagione 2016.
La franchigia vinse cinque titoli di division dal 2004 al 2009, di cui tre consecutivi. Nel 2011 debuttò l'esterno Mike Trout che divenne la nuova stella squadra, venendo premiato come MVP dell'American League nel 2014, anno in cui gli Angels tornarono a vincere la propria division, e nel 2016.

## Cultura

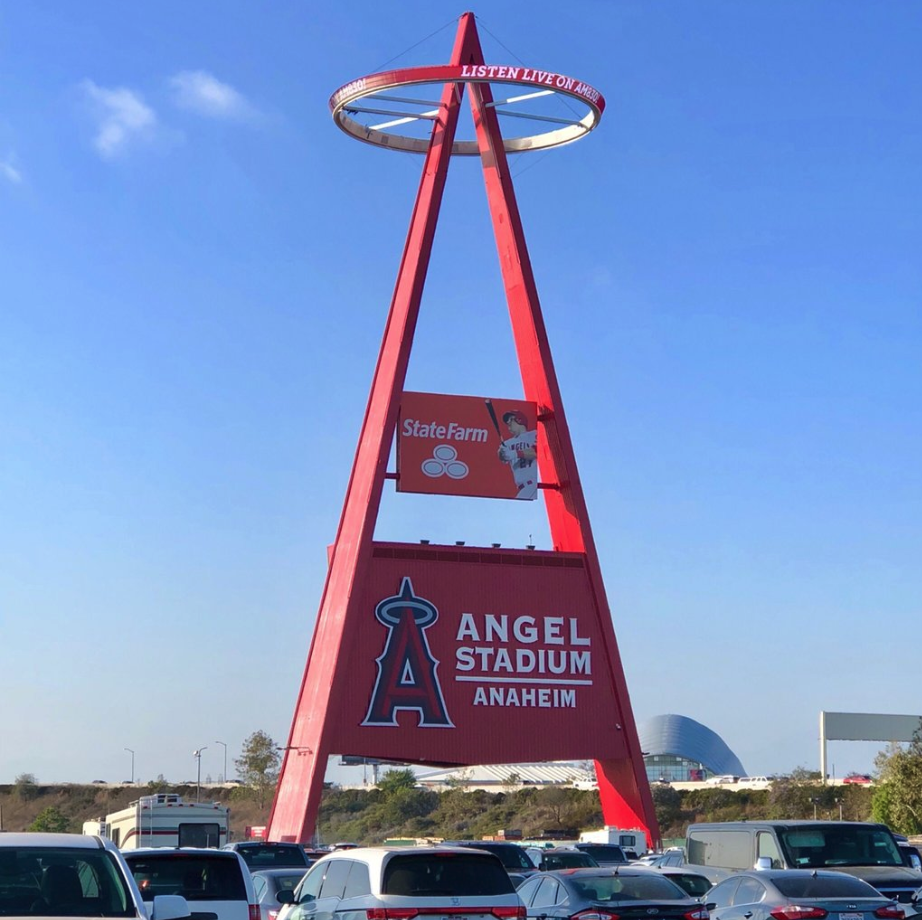
La "Grande A" all'Angel Stadium

Il mantra "Win One for the Cowboy" è un punto fermo profondamente radicato nella storia degli Angels per i fan. Il detto si riferisce al fondatore e precedente proprietario degli Angels, Gene Autry, che non ha mai visto i suoi Angels vincere una World Series nei suoi 38 anni come proprietario. Passarono gli anni mentre la squadra subiva molte sconfitte a pochi colpi dai gagliardetti dell'American League. Quando gli Angels vinsero la loro prima World Series nel 2002, Autry era morto da quattro anni. Dopo aver vinto le World Series, il giocatore degli Angels Tim Salmon è corso nella panchina di casa e ha tirato fuori uno dei cappelli bianchi Stetson di Autry in onore del "cowboy cantante". Il numero 26 di Autry si è ritirato come 26esimo uomo in campo per gli Angels.
L'Angel Stadium di Anaheim è soprannominato "The Big A".[18] Ha una sezione al centro del campo soprannominata "California Spectacular", una formazione di rocce artificiali fatta per assomigliare a una montagna deserta della California. Il California Spectacular ha una cascata che scorre e spara anche fuochi d'artificio dalle rocce prima di ogni partita; ogni volta che gli Angels fanno un fuoricampo o vincono una partita in casa, vengono sparati anche i fuochi d'artificio dalle rocce.
Ogni partita inizia con la canzone "Calling All Angels" dei Train suonata accompagnata da un video che mostra momenti storici nella storia della squadra.

## Palmarès
- World Series: 1

2002
- American League: 1

2002
- Western Division: 9

1979, 1982, 1986, 2004, 2005, 2007, 2008, 2009, 2014

## Giocatori celebri

### Hall of Fame
| Hall of Fame      |              |
| Giocatore         | Introduzione |
| Bert Blyleven     | 2011         |
| Rod Carew         | 1991         |
| Vladimir Guerrero | 2018         |
| Rickey Henderson  | 2009         |
| Whitey Herzog     | 2010         |
| Reggie Jackson    | 1993         |
| Eddie Murray      | 2003         |
| Frank Robinson    | 1982         |
| Nolan Ryan        | 1999         |
| Don Sutton        | 1998         |
| Hoyt Wilhelm      | 1985         |
| Dick Williams     | 2008         |
| Dave Winfield     | 2001         |

### Numeri ritirati
| Jim Fregosi SS: 1961–71 Ritirato nel 1998 | Gene Autry Fond. Ritirato nel 1982 | Rod Carew 1B: 1979–85 Ritirato nel 1986 | Nolan Ryan P: 1972-79 Ritirato nel 1992 | Jimmie Reese All.: 1972–94 Ritirato nel 1995 | Jackie Robinson - Rit. da MLB nel '97 |

## Squadre affiliate
| Squadra                  | Lega                    | Città                             |
| ------------------------ | ----------------------- | --------------------------------- |
| Salt Lake Bees           | Triple-A West           | Salt Lake City, Utah              |
| Rocket City Trash Pandas | Double-A South          | Madison, Alabama                  |
| Tri-City Dust Devils     | High-A West             | Pasco, Washington                 |
| Inland Empire 66ers      | Low-A West              | San Bernardino, California        |
| ACL Angels               | Arizona Complex League  | Tempe, Arizona                    |
| DSL Angels               | Dominican Summer League | Boca Chica, Repubblica Dominicana |